# Кацнельсон, Григорий Михайлович
Григорий Михайлович Кацнельсон (1 декабря 1974) — российский живописец и график, художник книги, поэт, автор текстов, арт-объектов и инсталляций.

## Биография
Учился в СХШ (1986—1991), впоследствии окончил графический факультет РГПУ Герцена (1993—1997); преподаватели — Валентин Чиков. Член секции графики СПб Союза Художников России (с 1999); член Товарищества «Свободная культура» (Пушкинская-10); член Санкт-Петербургского Творческого союза художников (IFA) (с 2007). Занимается авторской книгой и Книгой художника в собственном издательстве Асф-АльтЪ Издат (до 2015) и в издательстве WRONG BOOK (c 2015 года).
Ведущим мотивом в творчестве художника является пейзаж. Из авторского текста художника к выставки в галерее Борей (2019, СПб):
…Возможно, пейзаж существует здесь обособленно, как прямоугольная фраза, вырванная из контекста мира-фильма. Человек просто несёт пейзаж внутри или вокруг себя. Он произносит слова на полях. Он мешает пейзажу, закрывая его своим носом и телом. Человек и пейзаж отражаются друг в друге зеркально. „Человек с пейзажем“ — это почти что „Человек с киноаппаратом“. Пейзажи, люди, буквы, книги и фильмы очень похожи. Больше того — они выигрывают от соседства друг с другом. Хотя и двигаются, как и известно, в разные стороны.
Григорий Кацнельсон экспонент ряда значительных персональных и коллективных выставок; так же он является частым участником крупных групповых изданий в формате КХ: Metamorphosis. LS Van Abbemuseum. — 2013; Маяковский—Манифест (2014); ПтиЦЫ и ЦЫфры (2015); Jubilaeus. LS Van Abbemuseum. — 2018; Русский Букварь. М. — 2018; Поэзия неведомых слов. Вариации в кириллице. М. — 2019; ИЛИ@ЗДА. М. — 2019 Город как субъективность художника (2020).
Учредитель, издатель и художник журнала неровной поэзии и графики «УХО ВАН ГОГА» (2005—2013). С 2015 работает в артели художников «Неправильная Книга» (WRONG BOOK). Лауреат премии имени Михаила Анемподистова за лучшую обложку белорусской книги (Минск, 2019).
Работы художника входят в фонды постоянного хранения ряда крупных музеев России, Европы и Америки. 
Живёт и работает в Санкт-Петербурге.

## Галерея

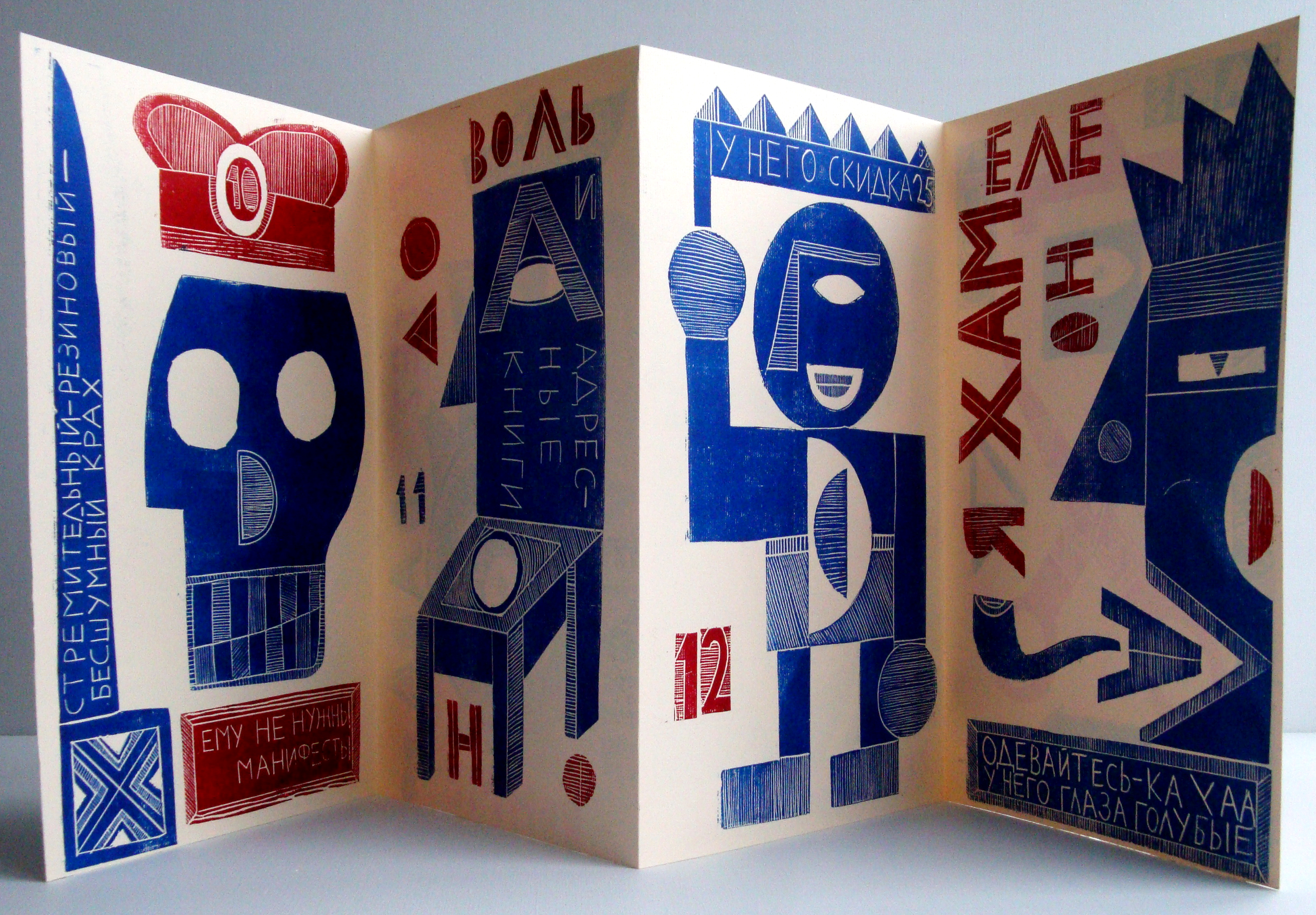
Tristan Tzara (манифест 1920 года). СПб: Wrong Book, 2018, 360 x 235 мм., гравюра на пластике. Тираж: 5 экз.
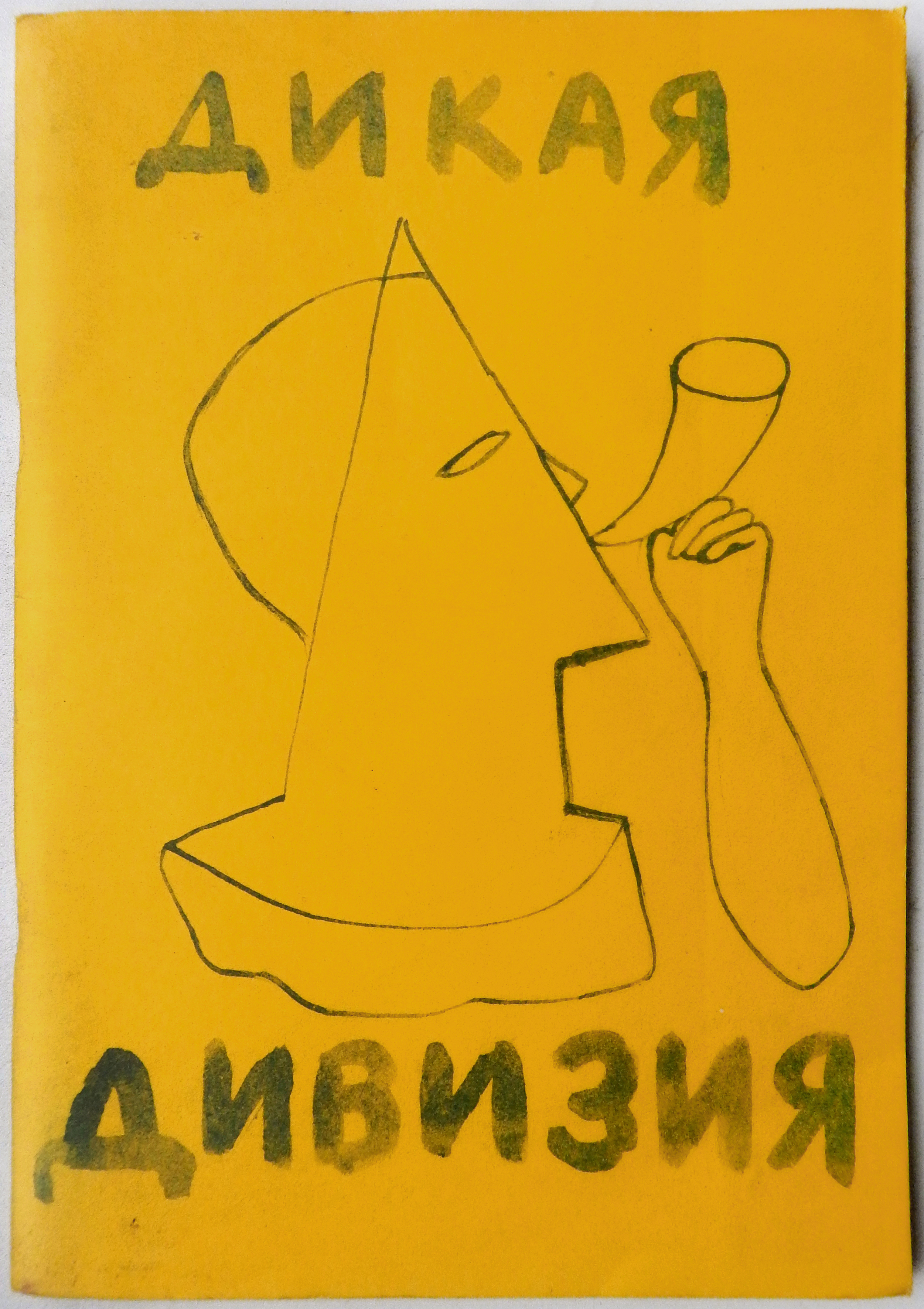
Дикая дивизия (обложка книги). СПб: Асф-АльтЪиздат, 2003, 210 х 147 мм, б., ризография. Тираж: 50 экз.
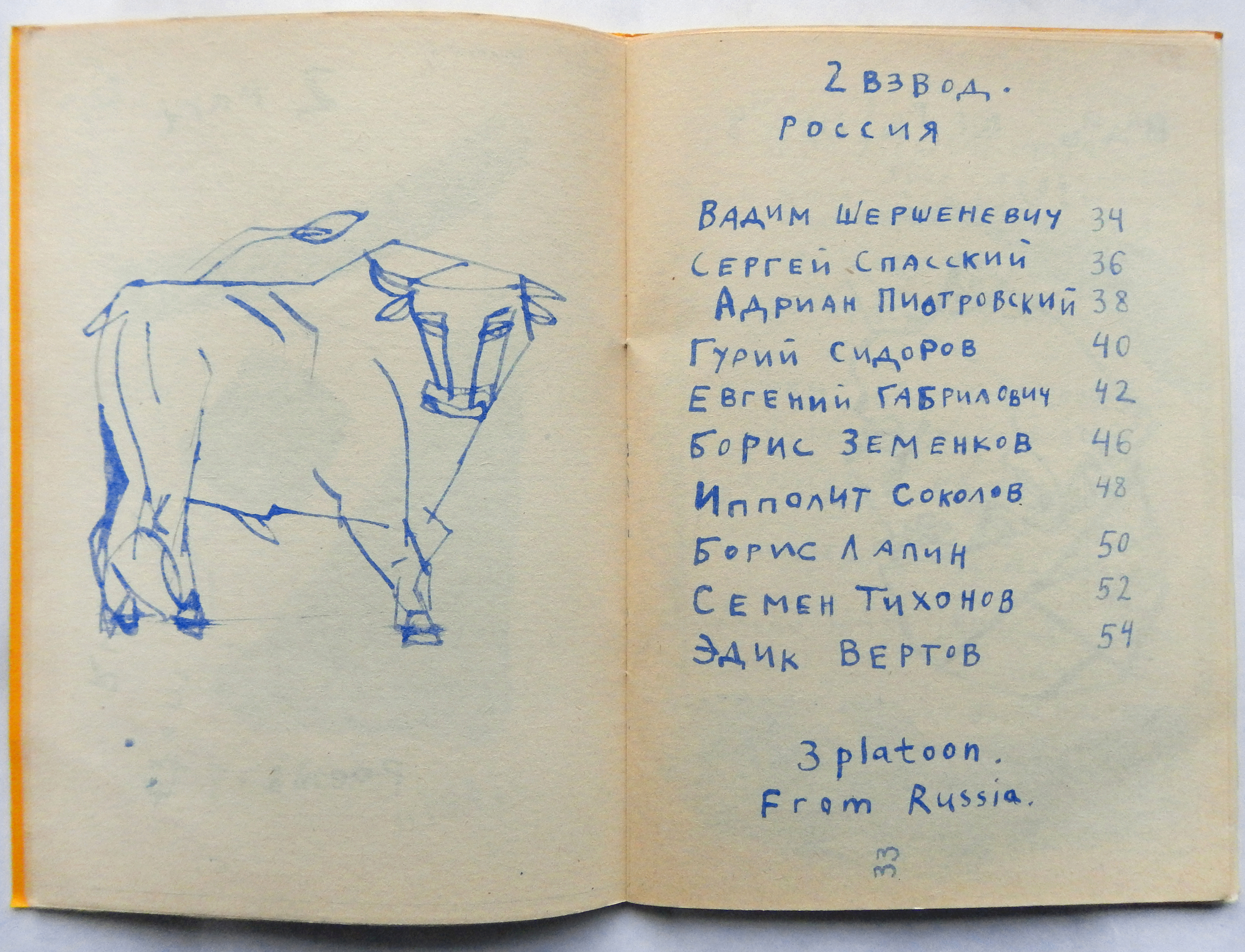
Дикая дивизия (разворот книги). СПб: Асф-АльтЪиздат, 2003, 210 х 295 мм, б., ризография. Тираж: 50 экз.
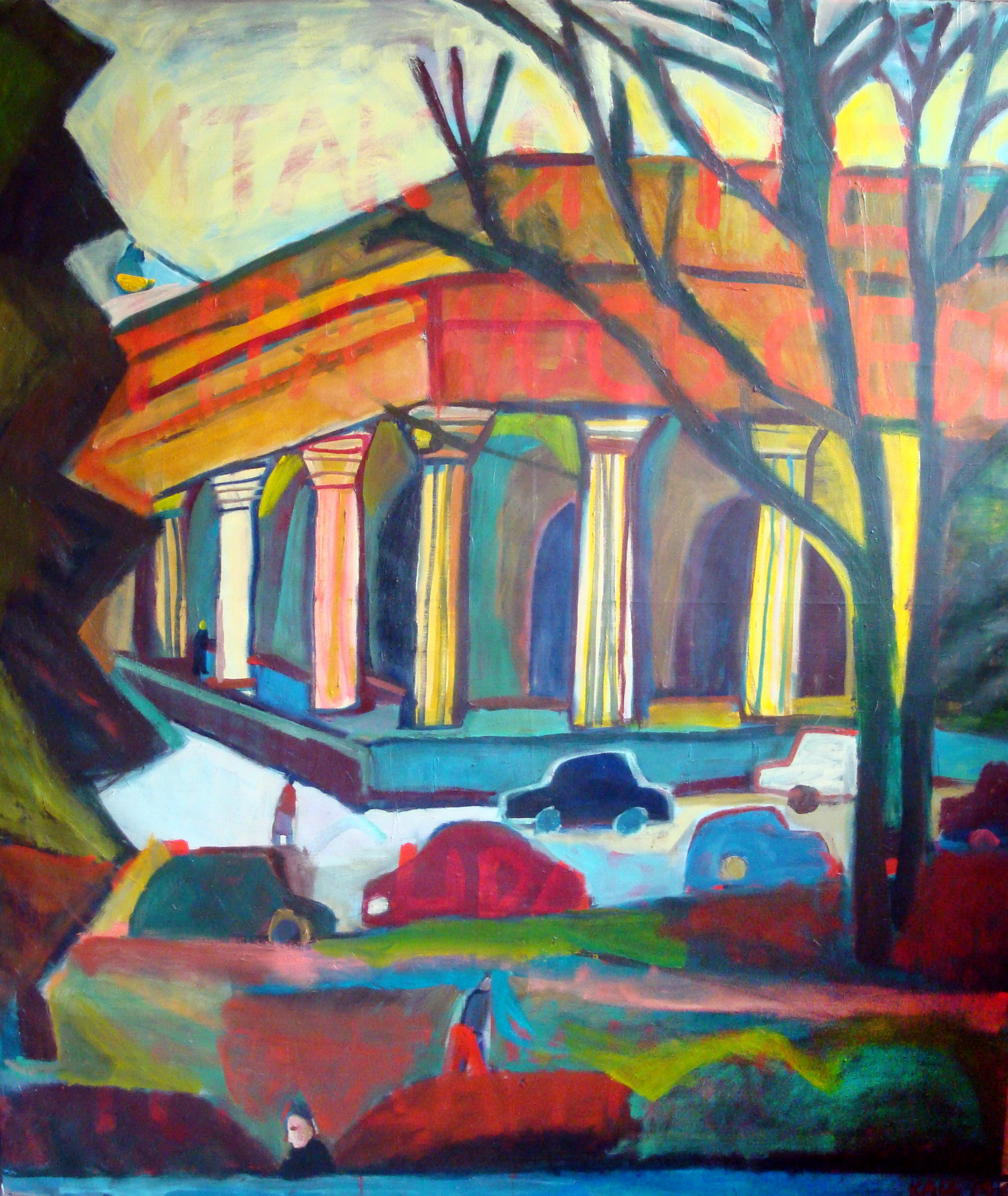
Ностальгический вид на метро Кировский завод. 2017, 1800 x 1540 мм, холст, масло
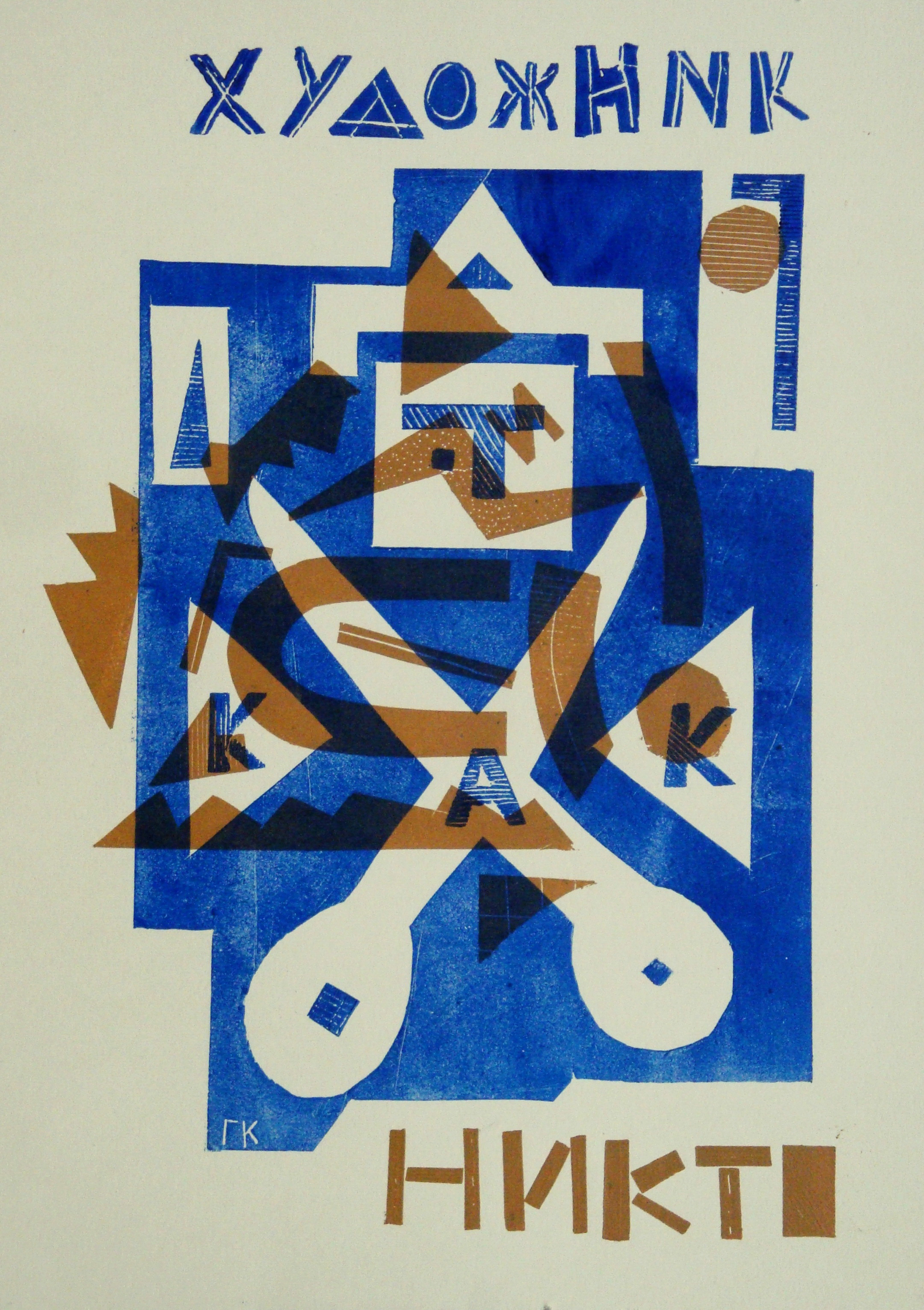
Repin's MUR MUR (папка плакатов). СПб: Wrong Book, 2017, 450 х 316 мм. б., гравюра на пластике. Тираж: 10 экз.
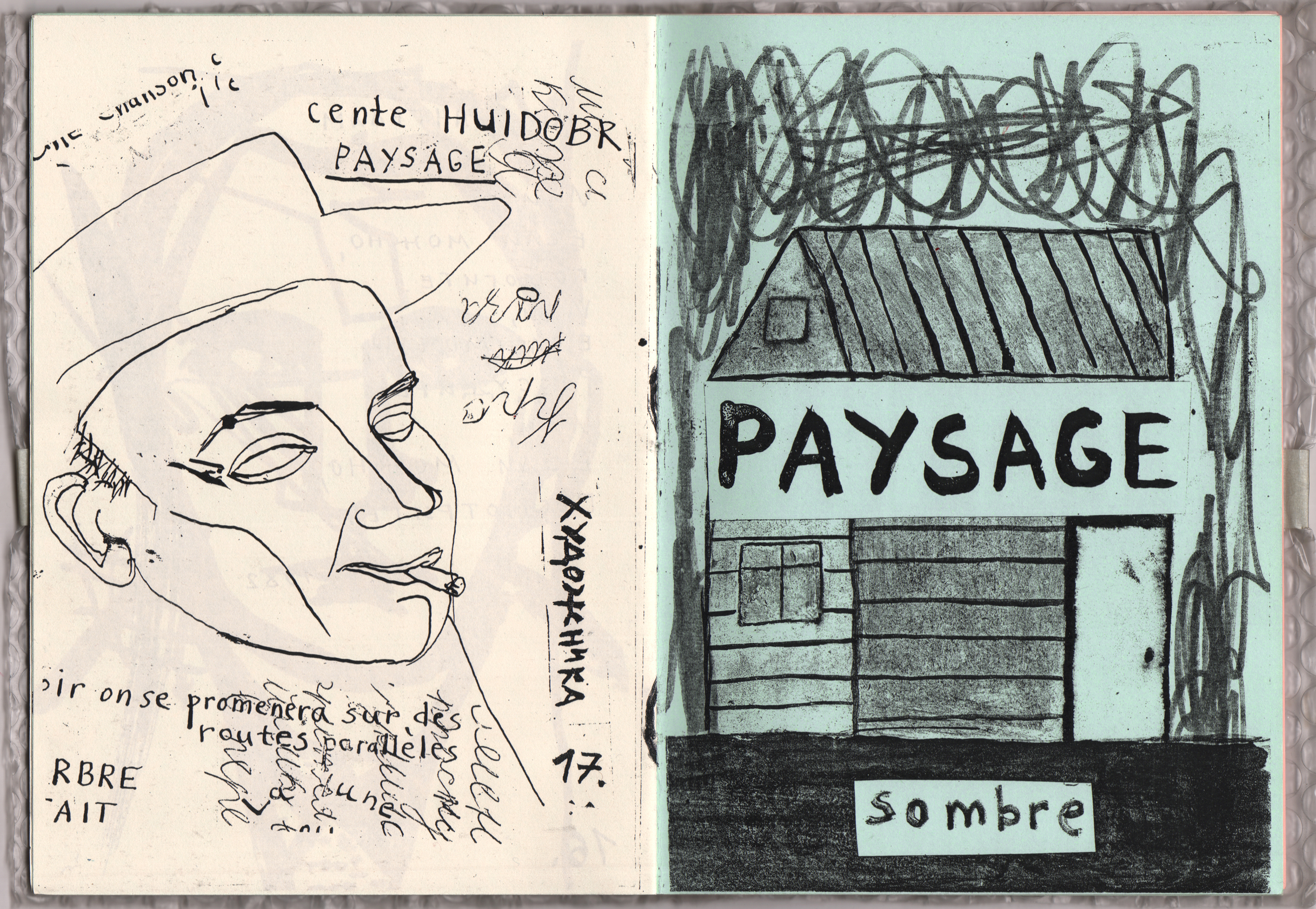
Сборник поэтов XX века (разворот книги). СПб: Асф-АльтЪиздат, 2002, 215 х 310 мм, б., ризография, Тираж: 10 экз.
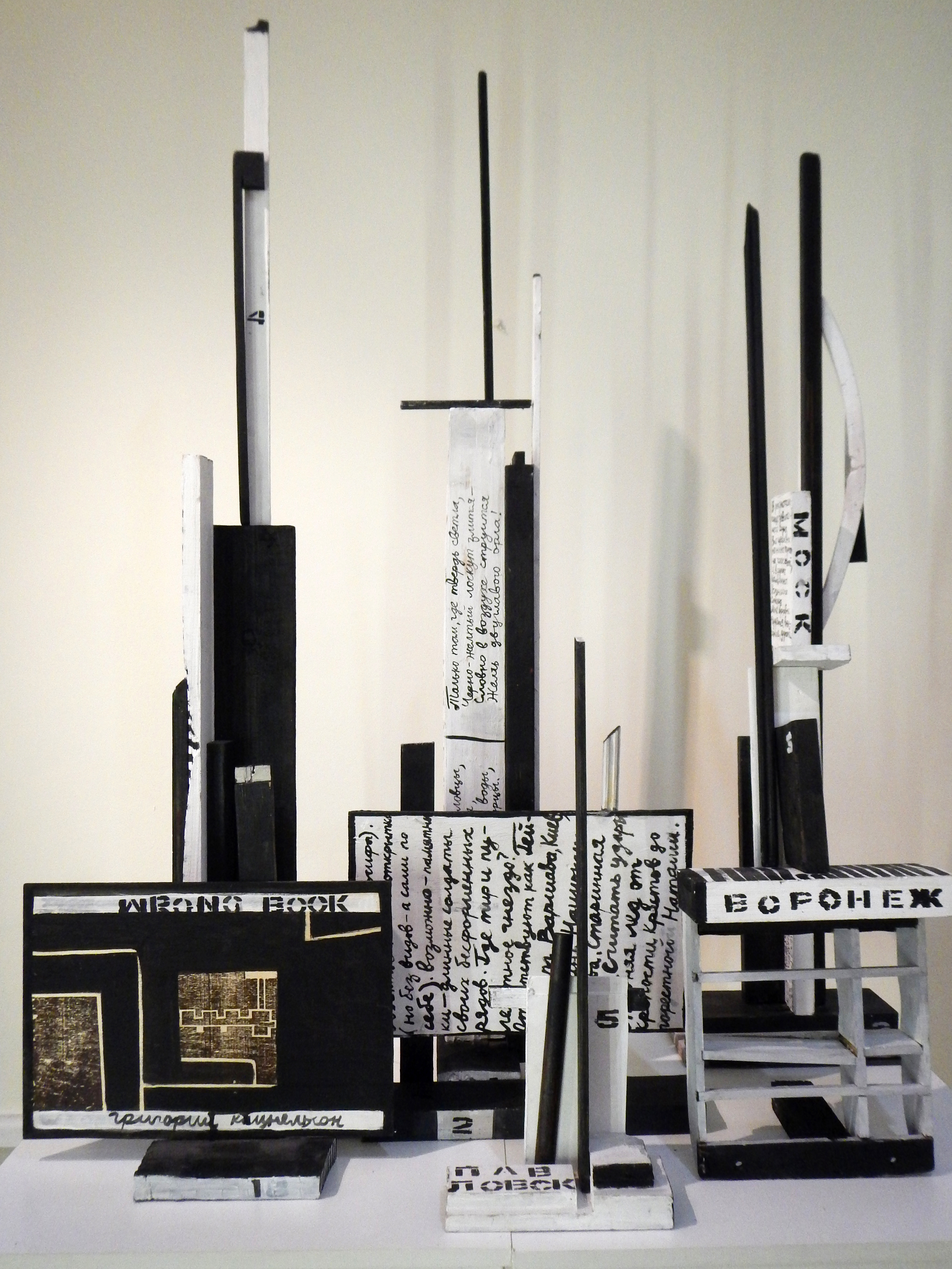
Городки Осипа (7 книжных объектов: Вступление, Петербург, Москва, Воронеж, Париж, Павловск, Содержание). Дерево, см. техника. 2018-2020. В экспозиции в-ки "Город как субъективность". СПб. НВЗ Музея городской скульптуры. 2020

## Выставки
1998 «Живопись», галерея «Форум», СПб
1999 «Колом На! Чай?», галерея «Борей», СПб
2001 «Артистическая книга. Графика», галерея «Форум», СПб
2002 «/mail.association Girsh/ portraits»/, «Кино-Фот 703», Пушкинская 10, СПб
2005 «Для голоса! Книга русского авангарда 1910-1934. Книга художника 1970-2005», Музей Анны Ахматовой в Фонтанном Доме, Санкт-Петербург
2005-2006 «Русское книжное искусство 1904-2005. Собрание А. Лемменса & С. Стоммелса», Bibliotheca Wittockiana, Брюссель
2005-2006 «Хармсиздат и современная русская книга художника», Саксонская государственная библиотека, Дрезден
2006 «Кефир для Кифера», галерея «Борей», СПб
2007 «9 ушей Ван Гога», галерея «10х15», СПб
2007 «Книги художника», музей «Царскосельская коллекция», г. Пушкин
2008 «Трафареты», галерея «PARAZIT», СПб
2008 «Магазин Зухры», галерея «Асф-АльтЪ», СПб
2008 «Сара, Нью-Йорк, Феллини», СДМ-Банк, СПб
2008 «Петербург в Ухе», галерея «Матисс клуб», СПб
2011 «Деревянные Люди», галерея «Асф-АльтЪ», СПб
2013 “Grigory Katsnelson. Doener”, первая зарубежная ретроспектива АСФ-АЛЬТЪ ИЗДАТа. Музей Меерманно, Гаага
2014 «Блокада. До и после» Живопись, Графика, Объект, Документы, Фотографии из фондов Музея Анны Ахматовой в Фонтанном доме и частных собраний, СПб
2013 - 2014 Выставка-презентация книжного проекта издание к 120-летию В.В. Маяковского, 13 книг в одном футляре. Музей Маяковского на выставочной площадке галереи «Проун», Винзавод. Москва
2015 «Библиотека убитых поэтов», Музей Анны Ахматовой в Фонтанном доме, СПб и Сахаровский 
Центр, Москва
2015 «Театр деревянных людей», Галерея XXI век, Москва
2016 «Неправильная книга», Центр искусства и музыки библиотеки Маяковского, СПб
2016 Балтийская Биеннале искусства книги «Современный миф — персональный миф». Книга художника. Графика. Объекты. Музей Анны Ахматовой в Фонтанном доме, СПб
2016 «Пропасти и мосты», Музей петербургского авангарда (Дом М.В. Матюшина), СПб
2017 «Мой Красный Шульц», кафе Giros, ДК имени И.И. Газа, СПб
2017  «Repin's Murmur», ДК имени И.И. Газа, СПб
2018 «100 метров влево», Metropolis Gallery, СПб
2019 “Человек с Пейзажем”, галерея «Борей», СПб
2020 “WRONG BOOK”, кураторы Серж Стоммелс и Альберт Лемменс, выставка представляющая 17 лет Асф-АльтЪ  Издата и 5 лет WRONG BOOK. Эйндховен, Нидерланды, Van Abbemuseum. 
2022 Григорий Кацнельсон, Катя Ефимик.  «Оккервиль. Шарф», галерея «Цех»,  Псков.
2023 Григорий Кацнельсон, Катя Ефимик. “ФУТУРИСТЫ В ЕРЕВАНЕ”,
Музей русского искусства (коллекция профессора А. Абрамяна), Ереван.

## Музейные собрания

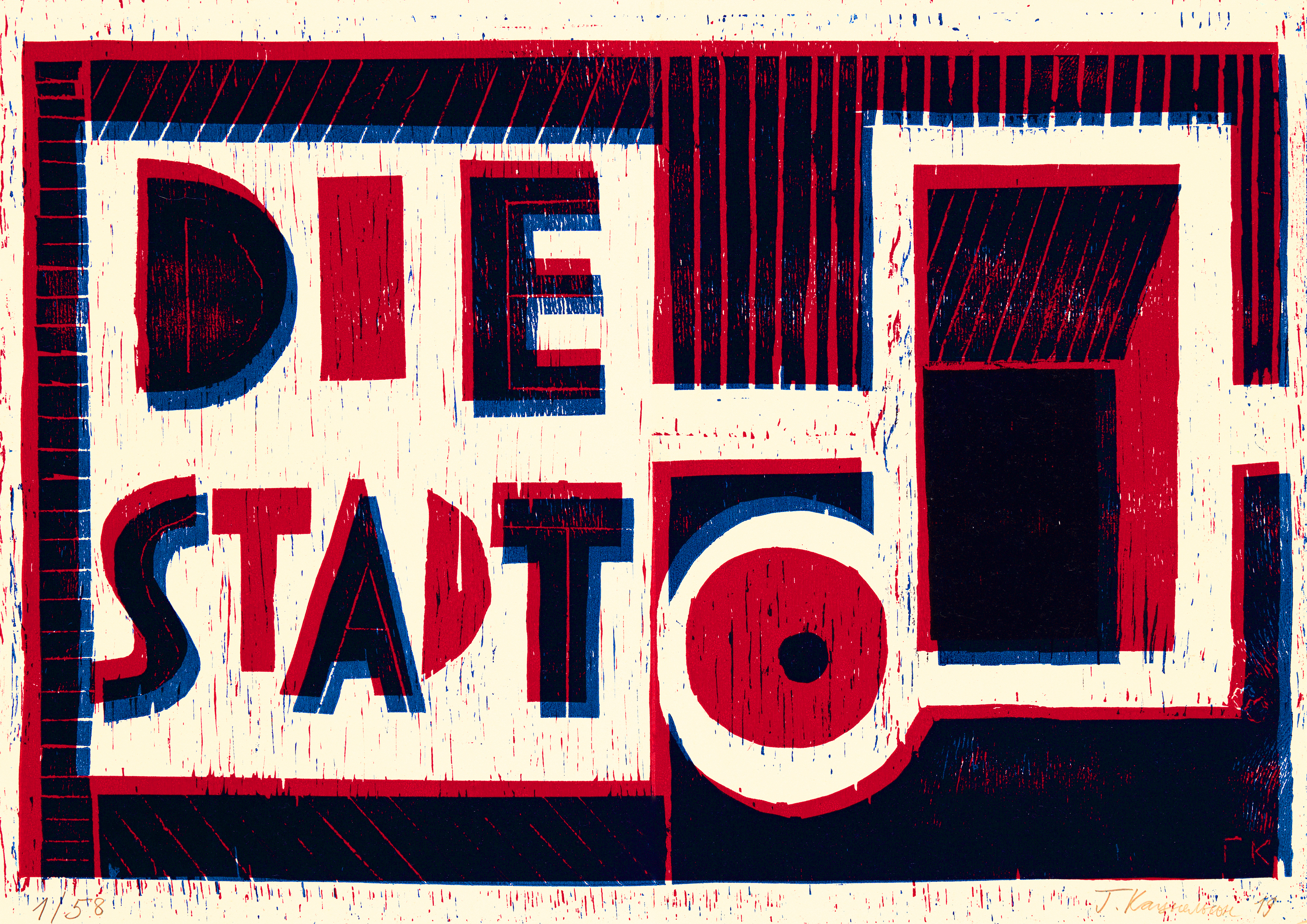
DieStadt (для проекта Город как субъективность художника). 2019, 420×594 мм, б., цветная гравюра на фанере.

- Научная библиотека Эрмитажа. Сектор редких книг и рукописей (Санкт-Петербург)[17].
- Государственный Русский музей. Отдел гравюры (Санкт-Петербург).
- Музей Анны Ахматовой в Фонтанном доме (Санкт-Петербург).
- Музей нонконформистского искусства (Санкт-Петербург).
- Музей Царскосельская коллекция (Пушкин);
- Государственный музей истории Санкт-Петербурга.
- Государственный музей В. В. Маяковского (Москва).
- Воронежский областной литературный музей имени И. С. Никитина (Воронеж).
- Государственный музей изобразительных искусств Республики Татарстан (Казань)[18].
- Музей ван Аббе. LS (Альберт Лемменс & Серж Стоммелс) коллекция русской Книги художника Эйндховен (Нидерланды)[19].
- Саксонская земельная библиотека. Фонд Книги художника (Дрезден).
- Земельная и университетская библиотека Гамбурга. (Гамбург).
- Британская библиотека. (Лондон)[20].
- Музей Гетти. Институт исследования Гетти. (Лос-Анджелес).
- Библиотека Принстонского университета. Департамент редких книг и специальных коллекций (Нью-Джерси)[21].
- Библиотека Диринга. Северо-Западный университет. Эванстон (Иллинойс). Фонд Книги художника.
- Библиотека Чапина. Уильямстаун (Массачусетс). Фонд Книги художника.